# Рехман, Зешан
Зешан Рехман (урду ذيشان رحمان‎‎; род. 14 октября 1983, Бирмингем) — пакистанский футболист, защитник, тренер.
Зеш родился в Англии и выступал за молодёжные команды страны различных возрастов, пока в 2005 году он не решил представлять национальную сборную Пакистана. Он также стал первым представителем пакистанской сборной, игравшем на профессиональном уровне в футбол в Англии, Таиланде, Гонконге и Малайзии, а также первым пакистанцем сыгравшем в Кубке АФК. Рехман начал свою карьеру в «Фулхэме», проведя в общей сложности 30 матчей за клуб, играл в аренде за «Брайтон & Хоув Альбион» и «Норвич Сити». Затем он перешёл в клуб «Куинз Парк Рейнджерс», в котором он сыграл 50 матчей, а также отправлялся в аренду в Брайтон & Хоув Альбион «Блэкпул» и «Брэдфорд Сити». В последний из клубов Зешан и перешёл на правах свободного агента в июне 2009 года. 

## Детство
Рехман родился 14 октября 1983 года в Бирмингеме. Его отца зовут Халид Рехман. В детстве Зеш играл в местной Воскресной лиге за команду Кингсхёрст. Он вырос в районе Астон, и в детстве часто гонял мяч на улицах, а также играл в футбольных командах школы, района и округа.

## Клубная карьера

### Фулхэм
Когда Рехману было двенадцать лет, он был замечен скаутами Фулхэма, и вместе с семьёй переехал в Лондон, чтобы заниматься в академии клуба. Зешан последовательно играл за юношескую, молодёжную и резервную команды «Фулхэма», прежде чем с ним заключили его первый профессиональный контракт. Являясь по амплуа центральным защитником, он часто играл опорного полузащитника, а также правого защитника, за время своего выступления за клуб.
Рехман дебютировал на профессиональном уровне 23 сентября 2003 года во втором раунде Кубка Футбольной лиги против «Уигана», заменив Дзюнъити Инамото на 57 минуте. Фулхэм проиграл тот матч со счётом 1:0, а шесть дней спустя, Зеш отправился в аренду в клуб Брайтон энд Хоув Альбион из Второго дивизиона, сначала на один месяц, до ноября. Рехман забил в своём дебютном матче за клуб 30 сентября, где Брайтон победил со счётом 3:1 команду Рашден энд Даймондс. 11 октября, он открыл счёт в матче с Гримсби Таун, на домашнем стадионе клуба. Аренда Рехмана была продлена до трёх месяцев, закончившихся в январе 2004 года. За это время он одиннадцать раз выходил на поле, и забил два гола.
Дебют Рехмана в Премьер лиге за Фулхэм состоялся на Энфилде в матче против Ливерпуля 17 апреля 2004 года, где Зеш заменил Бобби Петту на последней минуте матча. Это событие привлекло внимание средств массовой информации, так как Рехман стал первым азиатским игроком, родившимся в Великобритании, и сыгравшем в высшем дивизионе английского футбола. В июне 2004 года, Рехман подписал новый двухлетний контракт, с Фулхэмом.
21 сентября 2005 года во втором раунде Кубка Лиги, Рехман забил свой единственный гол за Фулхэм, в победном для клуба матче (5:4 в дополнительное время) над командой Линкольн Сити на стадионе Крейвен Коттедж, забив головой после передачи Хейдара Хельгюсона. В январе 2006 года Зеш перешёл в клуб Чемпионшипа Норвич Сити на правах аренды до конца сезона, и за это время пять раз появившись на поле. Рехман провёл 30 матчей во всех турнирах за Фулхэм, 26 в стартовом составе и четыре, выходя на замену.

### Куинз Парк Рейнджерс
8 августа 2006 года, незадолго до начала сезона 2006/07, Рехман перешёл из Фулхэма в клуб Чемпионшипа Куинз Парк Рейнджерс, подписав с ними трёхлетний контракт. В свой первый сезон в КПР, Рехман 27 раз вышел на поле.
В конце сезона Рехман был отправлен в аренду в клуб Брайтон энд Хоув Альбион на три месяца, где он получил больше игровой практики. Зешан дебютировал за Брайтон 24 марта 2007 года в безголевом матче против клуба Хаддерсфилд Таун. Он закончил своё выступление в аренде в финальной игре сезона Лиги один ничьей 1:1 с клубом Челтнем Таун 5 мая 2007 года, отдав голевую передачу. Рехман принял участие в восьми играх во время своей аренды в Брайтон.
Возвращение в КПР и старт нового сезона, не принесли ожидаемой игровой практики. Победный со счётом 3:1 матч против Лестер Сити в самом начале 2008 года стал для Рехмана пятидесятым во всех турнирах после ухода из Фулхэма в 2006 году. Рехман закончил сезон 2007/08 в стартовом составе КПР против новых победителей Чемпионшипа, клуба Вест Бромвич Альбион.

#### Блэкпул (аренда)
Рехман перешёл Блэкпул в аренду на полгода 31 июля 2008 года. Переход был оформлен как часть сделки по продаже Даниэля Нардьелло в Блэкпул, и обратной аренде защитника Каспара Горкша в КПР. Зеш дебютировал за Блэкпул, выйдя на замену в матче против клуба Макклсфилд Таун в первом раунде Кубка Лиги 2008/09 12 августа 2008 года. Он вышел в качестве нападающего из-за травмы трёх бомбардиров клуба. В следующем матче команды Рехман дебютировал в Лиге два, выйдя на замену в начале второго тайма.
Через три месяца после начала его аренды, в начале октября, Рехман сказал, что думает над переходом в Блэкпул на постоянной основе: «Я был очень рад, уехать от шума и суеты Лондона. Мне очень нравится здесь, в Блэкпуле. Это хороший клуб с молодым амбициозным тренером. Надеюсь, в ближайшие несколько месяцев я смогу убедить Саймона Грейсона, что я достоин долгосрочного контракта.» 31 декабря Зешан вернулся в КПР. За время аренды он трижды выходил на поле в матчах лиги, и все три раза выходил на замену по ходу матча.

#### Брэдфорд Сити (аренда)
26 января 2009 года, Рехман перешёл в аренду в клуб Второй лиги Брэдфорд Сити, до конца сезона 2008/09. Рехман отказался переходить в Лутон Таун, который тренировал Мик Харфорд, работавший ранее помощником тренера в КПР. По поводу перехода Рехман сказал: «Я был готов пойти на понижении в классе, чтобы играть за этот клуб. Я говорил с тренером, и президентом, и я знаю, что они хотят вернуть Брэдфорд на то место, которое он заслуживает. Я принимал участие в матчах за выживание в прошлом, и это принесёт пользу клубу при борьбе за повышение — это хороший опыт.» Зешан дебютировал на следующий день в матче против клуба Бери на стадионе Гигг Лейн, и таким образом стал первым азиатом, родившемся в Великобритании, который играл во всех четырёх дивизионах профессионального футбола в Англии. Впервые Рехман сыграл на домашней арене Брэдфорда 31 января, играя на позиции правого защитника, он помог своей команде обыграть со счётом 2:0 клуб Гримсби Таун. В марте он отказался от вызова в сборную Пакистана участвовавшую в квалификации Кубка вызова АФК для того, чтобы помочь Брэдфорду в играх чемпионата.

### Брэдфорд Сити
После окончания контракта с КПР 19 мая 2009 года Рехман подписал двухлетний контракт с Брэдфорд Сити 19 июня, сказав о переходе: «Моя интуиция подсказала мне, подписать контракт с Брэдфордом и я абсолютно не жалею. С первого дня я чувствовал себя здесь как дома. Мне повезло, я играл во всех дивизионах Футбольной лиги и я вижу в этом переходе следующий шаг моего путешествия.» Тренер Брэдфорда Стюарт Макколл также сказал, что Рехман пошёл на серьёзное понижение зарплаты при переходе в клуб, добавив, что: «Зешан, конечно, перешёл в Брэдфорд не за деньгами — он хочет добиться здесь успеха, и будет здорово иметь такого игрока в составе.» Рехман забил свой первый гол за клуб в матче с командой Барнет 19 сентября 2009 года.
Рехман был капитаном команды в сезоне 2009/10 сезона и сыграл 42 игры. Он получил награду Ассоциации профессиональных игроков (PFA) 25 марта 2010 года.
В начале следующего сезона новый тренер Питер Тейлор оставил Рехмана капитаном команды, назвав его «в высшей степени профессиональным, индивидуальным и превосходным послом футбольного клуба». Однако, Зешан потерял место в основном составе и сыграл только 12 матчей. После этого Рехман в интервью радио BBC заявил, что он не доволен со своей ролью на скамейке запасных в последних нескольких матчах команды. Он также добавил, что будучи капитаном команды, его опыт должен помогать команде. После этих замечаний, он добровольно отказался от капитанства и попросил выставить его на транфер.

### Муангтонг Юнайтед
Рехман подписал двухлетний контракт с командой тайской Премьер лиги Муангтонг Юнайтед 19 декабря 2010 года. Он дебютировал за новый клуб 30 января 2011 года в Кубке Короля против команды Чонбури на стадионе Супхачаласай, где его команда уступила со счётом 2:1. При этом он стал первым игроком пакистанской сборной сыгравшем в чемпионате Таиланда. О своём дебюте Рехман сказал: «Я могу честно сказать, что мне очень понравилось. Страсть толпы 40 000 фанатов сделали этот день незабываемым». Во время его пребывания в команде играющим тренером в ней был английский нападающий Робби Фаулер. Зешан в общей сложности тридцать раз выходил на поле в матчах чемпионата за тайский клуб.

### Китчи
Рехман перешёл в клуб Гонконгского Первого дивизиона Китчи 11 января 2012 года. Его первый матч за команду 31 января против клуба Сан Хей, закончился победой Китчи со счётом 2:1. Рехман забил свой первый гол за новый клуб в Кубке АФК против команды Сонглам Нгеан из Вьетнама. Рехман выиграл первый трофей за свою гонконгскую карьеру, сыграв ведущую роль победе Китчи над соперниками из клуба Пегасус в финале Кубка лиги 15 апреля 2012 года. Рехман помог Китчи защитить чемпионский титул Чемпионата Гонконга, который команда смогла завоевать в последнем туре, обыграв со счётом 4:1 клуб Биу Чун Рейнджерс. Это был его второй трофей для клуба в сезоне, и команда сделала ещё один шаг для завоевания «требла» во внутренних соревнованиях. Рехман и Китчи закончили сезон впечатляющей победой в серии пенальти над клубом Пегасус, и выиграли Кубок Гонконга.. Эта победа стала историческим моментом для клуба, так как победить во всех трёх внутренних турнирах в одном сезоне ранее не удавалось ни одному гонконгскому клубу. Рехман вошёл в символическую сборную команду сезона по версии Федерации футбола Гонконга. Во время выступления за Китчи, Рехман также стал первым пакистанским игроком, сыгравшем в Кубке АФК.
29 августа 2012 Рехман сыграл в спарринге против команды английской Премьер Лиги Арсенал перед 40 000 болельщиков, матч с «канонирами» закончился вничью 2:2. 11 мая 2013 Рехман с командой повторно выиграл Кубок Гонконга, победив со счётом 1:0 прошлогоднего финалиста Сан Пегасус. 26 мая 2013 Рехман помог Китчи победить клуб Туен Мун со счётом 3:0 в финале плей-офф, за место в Кубке АФК 2014. Рехман сыграл пятнадцать матчей за клуб в течение сезона 2012/13, за которым последовали шесть матчей в следующем сезоне.

### Паханг
В декабре 2013 года Рехман подписал двухлетний контракт с малайзийским клубом Паханг. Президент его бывшего клуба Китчи так прокомментировал этот переход: «Зеш способствовал успехам нашего клуба в течение последних двух лет, и нам действительно будет его не хватать». Тренер его нового клуба Зайнал Абидин Хасан сказал, что руководство клуба было «в восторге», когда Зеш «решил перейти в Паханг отклонив предложения нескольких других команд». Рехман обосновал свой переход тем, что это «его судьба». В первый сезон с клубом Зешан выиграл несколько трофеев — включая, Кубок Малайзии и Кубок «Малайзия» (аналог кубка Лиги), таким образом, квалифицировавшись в Кубок АФК 2015. В Кубке АФК он сыграл шесть игр. В 2015 году Рехман помог Пахангу, финишировать вторым в Суперлиге Малайзии, что стало лучшей позицией клуба в лиге за последнее десятилетие, и при этом стал забивным защитником в чемпионате, отличившись 6 раз, а во всех соревнованиях в сезоне Зеш забил 8 голов. Паханг также впервые в своей истории достиг четвертьфинала Кубка АФК. Рехман играл большинство игр сезона в полузащите, выполняя роль опорного полузащитника. Он сыграл 45 из 46 игр во всех турнирах своего лучшего сезона в карьере на сегодняшний день. В течение года он также достиг некоторых личных рекордов, например сыграл в более чем 300 играх за карьеру в четырёх странах, а также дошёл до отметки в 100 игр в Азии. Зешан получил капитанскую повязку в начале сезона. 28 июня 2016 Рехман объявил через свои аккаунты в социальных сетях, о расторжении контракта с Пахангом по обоюдному согласию после успешного трёхлетнего пребывания в клубе. Зешан сказал: «я хотел бы в будущем вернуться сюда уже тренером, это то, что предложил мне клуб в начале этого сезона, но сейчас для меня это не самый подходящий момент. У Паханга однозначно лучшие фанаты в Малайзии. Удачи всему персоналу и игрокам в остальной части сезона. Спасибо». Руководство клуба было также довольно вкладом Рехмана в результаты команды..Генеральный директор и вице-президент клуба Датук Акбар Абу сказал: «Зеш был отличным игроком для команды в течение трёх сезонов. Своим примером и лидерством он был выдающимся примером для молодых и местных игроков. Дверь для его будущего возвращения открыта в любое время. Мы будем рады видеть его в тренерской деятельности хоть завтра»

### Джиллингем
23 февраля 2017 года, Рехман вернулся в английский футбол присоединившись к команде Лиги один Джиллингем до конца сезона 2016/17. Рехман дебютировал за клуб в победном для команды со счётом 2:1 матче над клубом Саутенд, и снискал похвалу от главного тренера Эдриана Пеннока за его эффективность и лидерство.
Рехман был отпущен клубом по завершении сезона.

### Саутерн
14 июня 2017, Рехман сообщил на своей странице в Twitter, что подписал контракт с клубом Саутерн, и вернулся в Гонконг впервые с 2013 года.
Рехман выбрал клуб Саутерн среди многих предложений со всего мира, ссылаясь на желание поработать с тренером Ченг Сиу Чунгом, как главную причину.

## Карьера в сборной
Рехман родился в Англии и изначально представлял эту страну, в соревнованиях молодёжных сборных до-18, до-19 и до-20 лет. Однако с вызовом в основную сборную было не так все просто. И так как он имел двойное пакистанско-британское гражданство, Рехман решил представлять Пакистан на уровне национальных сборных, так как он считал, что это более реалистичный вариант. Многие люди в азиатской диаспоре были против этого и хотели, чтобы Зешан продолжал бороться за вызов в сборную Англии, чтобы показать пример для англо-азиатской молодёжи.
Однако это было скорее нереалистично. Помня об этом, и спросив благословления отца, Рехман согласился на предложение главного тренера сборной Пакистана и дебютировал на международной арене за Пакистан в матче против Шри-Ланки на Чемпионате Южноазиатской федерации футбола 7 декабря 2005 года на стадионе в Карачи. Рехман описал свой дебют за сборную в качестве одного из лучших воспоминаний в футбольной карьере, добавив, «приём, что я получил от первой до последней минуты был незабываемым. Я чувствовал, любовь и уважение, и хотел бы чтобы всеобщий интерес к футболу действительно вырос.» Пакистан в конечном итоге дошёл до полуфинала где проиграл Бангладеш со счётом 0:1.
Рехман был вызван в сборную на отборочные матчи Чемпионата мира 2010 против Ирака в октябре 2007 года, и сыграл матч в Лахоре, но не смог помочь команде уйти от крупного поражения от действующих чемпионов Азии, матч завершился победой Ирака со счётом 7:0. Во втором матче против Ирака 28 октября Зеш был капитаном сборной Пакистана, матч закончился безголевой ничьей. Рехман не смог принять участие в Кубке футбольной федерации Южной Азии 2008, так как слёг с пищевым отравлением. Четыре года спустя, Рехман вернулся в сборную Пакистана для участия в отборочных играх Кубка вызова АФК 2012.
В сентябре 2013 года Рехман представлял Пакистан на чемпионате федерации Южной Азии, который проходил в Непале. Он сыграл все игры за сборную, которая не смогла пройти в полуфинал, после поражения от Бангладеш в заключительном матче группового этапа. Его выступление во время турнира было отмечено попаданием в символическую сборную всего чемпионата. В октябре 2013 года, Рехман был капитаном сборной Пакистана в обеих играх в товарищеском турнире «Филиппинский кубок мира» и забил победный гол в матче против сборной Тайваня.

### Дискуссии
Рехман вызвал полемику в 2007 году, когда в интервью британской еженедельной газете «Истерн Ай» он сказал, что игроки азиатского происхождения должны рассмотреть возможность придерживаться своих корней, а не мечтать играть за сборную Англии. Рехман привёл пример Майкла Чопра и Дэвида Ньюджента, которые оба стали лучшими бомбардирами в Чемпионшипе, но Нюджент был вызван в сборную Англии в то время как Чопра не получил вызов. Рехман заявил «Почему не (Чопра) вызвали сначала, а Дэйва Ньюджента? Он лучший бомбардир в Чемпионшипе, но он не может попасть туда (состав Англии). Поэтому он должен принять решение и пойти играть за сборную Индии, а не тешить себя надеждой сыграть в сборной Англии, потому что этого не будет, конец дискуссии.»

## Личная жизнь
Рехман сказал, что его «единственной целью в попытке, добиться успеха в качестве профессионального футболиста, было вдохновить других азиатских игроков, чтобы последовать моему примеру и достичь своих целей». Он является послом Азиатской футбольной сети (АФН), местного сообщества, направленного на поддержку и содействие развитию массового футбола среди азиатов в Великобритании. Он также работал с Профессиональной футбольной ассоциацией (ПФА), чтобы попытаться увеличить количество британских азиатов занятых в профессиональном футболе, а также участвует в совещаниях с ПФА для достижения этой цели. Рехман был также вовлечён в кампанию «Покажи расизму красную карточку», а также принял участие в проекте клуба Челси «Поиск азиатской звезды». 12 июля 2008 года он принял участие в выставке «Ислам Экспо», где давал советы из собственного опыта о положительном влиянии спорта.
В апреле 2008 года, Рехман выступил в телевизионных передачах в Афганисане и Бангладеш с обсуждением темы как быть мусульманином футболистом и как можно сделать карьеру профессионального футболиста, придерживаясь исламских корней. В мае 2008, Рехман был удостоен «Премии за приверженность сообществу» от клуба КПР. В апреле 2008, Рехман принял участие в радио-документальном фильме на радио BBC 1Xtra о британских азиатах в футболе, где рассказали о его «путешествии с детской площадки в Премьер-Лигу».
В мае 2010 года он открыл «Фонд Зеша Рехмана» в Вэлли Пэрейд, для поощрения детей из всех слоёв общества для занятий футболом и спортом, чтобы улучшить свою жизнь. Он был назван одним из 50 послов Кубка Мира в заявке от Англии на право проведения Чемпионата Мира по футболу в 2018 году, вступил в «Зал славы» сообщества "Покажи расизму красную карточку, и был приглашён на Комитет по управлению ПФА Гордоном Тейлором.
В сентябре 2011 года он запустил своё мобильное приложение, направленное на помощь игрокам, которые сталкиваются с языковым барьером. Он сказал, что он думал о разработке приложения во время его пребывания в Муангтонг Юнайтед, так как у него были трудности в общении с товарищами.
В 2014 году он стал специальным корреспондентом в Юго-Восточной Азии телеканала ESPN в отделе по написанию блогов и колонок о футболе в быстрорастущем Азиатском футбольном регионе. Рехман написал свой второй блог на ESPN в разделе Юго-Восточной Азии через несколько дней после победы его команды в четвертьфинале Кубка Малайзии.

## Статистика карьеры

### Клубная статистика
Для матчей сыгранных на 21 октября 2018 года
| Клуб                              | Сезон            | Лига                     | Лига | Лига  | Кубок страны | Кубок страны | Кубок лиги | Кубок лиги | Континентальные кубки | Континентальные кубки | Другие | Другие | Итого | Итого |
| Клуб                              | Сезон            | Дивизион                 | Игр  | Голов | Игр          | Голов        | Игр        | Голов      | Игр                   | Голов                 | Игр    | Голов  | Игр   | Голов |
| --------------------------------- | ---------------- | ------------------------ | ---- | ----- | ------------ | ------------ | ---------- | ---------- | --------------------- | --------------------- | ------ | ------ | ----- | ----- |
| Фулхэм                            | 2003-04          | Премьер-лига             | 1    | 0     | 0            | 0            | 1          | 0          | —                     | —                     | —      | —      | 2     | 0     |
| Фулхэм                            | 2004-05          | Премьер-лига             | 17   | 0     | 2            | 0            | 4          | 0          | —                     | —                     | —      | —      | 23    | 0     |
| Фулхэм                            | 2005-06          | Премьер-лига             | 3    | 0     | 0            | 0            | 2          | 1          | —                     | —                     | —      | —      | 5     | 1     |
| Фулхэм                            | Итого            | Итого                    | 21   | 0     | 2            | 0            | 7          | 1          | —                     | —                     | —      | —      | 30    | 1     |
| Брайтон энд Хоув Альбион (аренда) | 2003-04          | Второй дивизион          | 11   | 2     | 0            | 0            | 0          | 0          | —                     | —                     | 2      | 0      | 13    | 2     |
| Норвич Сити (аренда)              | 2005-06          | Чемпионшип               | 5    | 0     | 0            | 0            | 0          | 0          | —                     | —                     | —      | —      | 5     | 0     |
| Куинз Парк Рейнджерс              | 2006-07          | Чемпионшип               | 25   | 0     | 1            | 0            | 1          | 0          | —                     | —                     | —      | —      | 27    | 0     |
| Куинз Парк Рейнджерс              | 2007-08          | Чемпионшип               | 21   | 0     | 0            | 0            | 1          | 0          | —                     | —                     | —      | —      | 22    | 0     |
| Куинз Парк Рейнджерс              | Итого            | Итого                    | 46   | 0     | 1            | 0            | 2          | 0          | —                     | —                     | —      | —      | 49    | 0     |
| Брайтон энд Хоув Альбион (аренда) | 2006-07          | Лига один                | 8    | 0     | 0            | 0            | 0          | 0          | —                     | —                     | —      | —      | 8     | 0     |
| Блэкпул (аренда)                  | 2008-09          | Чемпионшип               | 3    | 0     | 0            | 0            | 1          | 0          | —                     | —                     | —      | —      | 4     | 0     |
| Брэдфорд Сити (аренда)            | 2008-09          | Лига два                 | 17   | 0     | 0            | 0            | 0          | 0          | —                     | —                     | 0      | 0      | 17    | 0     |
| Брэдфорд Сити                     | 2009-10          | Лига два                 | 38   | 2     | 1            | 0            | 1          | 0          | —                     | —                     | 2      | 0      | 42    | 2     |
| Брэдфорд Сити                     | 2010-11          | Лига два                 | 8    | 0     | 1            | 0            | 2          | 0          | —                     | —                     | 1      | 0      | 12    | 0     |
| Брэдфорд Сити                     | Итого            | Итого                    | 63   | 2     | 2            | 0            | 3          | 0          | —                     | —                     | 3      | 0      | 71    | 2     |
| Муангтонг Юнайтед                 | 2011             | Премьер лига Таиланда    | 30   | 1     | 0            | 0            | 0          | 0          | 5                     | 0                     | —      | —      | 35    | 1     |
| Китчи                             | 2011-12          | Первый дивизион Гонконга | 9    | 0     | 4            | 1            | 3          | 0          | 7                     | 1                     | —      | —      | 23    | 2     |
| Китчи                             | 2012-13          | Первый дивизион Гонконга | 15   | 0     | 4            | 0            | 0          | 0          | 9                     | 0                     | 2      | 0      | 30    | 0     |
| Китчи                             | 2013-14          | Первый дивизион Гонконга | 6    | 0     | 4            | 0            | 0          | 0          | 0                     | 0                     | 1      | 0      | 11    | 0     |
| Китчи                             | Итого            | Итого                    | 30   | 0     | 12           | 1            | 3          | 0          | 16                    | 1                     | 3      | 0      | 64    | 1     |
| Паханг                            | 2014             | Суперлига Малайзии       | 21   | 1     | 10           | 3            | 7          | 1          | 0                     | 0                     | 0      | 0      | 38    | 5     |
| Паханг                            | 2015             | Суперлига Малайзии       | 21   | 6     | 10           | 1            | 6          | 1          | 8                     | 0                     | 0      | 0      | 45    | 8     |
| Паханг                            | 2016             | Суперлига Малайзии       | 10   | 0     | 0            | 0            | 1          | 0          | 0                     | 0                     | 0      | 0      | 11    | 0     |
| Паханг                            | Итого            | Итого                    | 52   | 8     | 20           | 4            | 14         | 2          | 8                     | 0                     | 0      | 0      | 94    | 13    |
| Джиллингем                        | 2017             | Лига один                | 10   | 1     | 0            | 0            | 0          | 0          | 0                     | 0                     | 0      | 0      | 10    | 1     |
| Саутерн                           | 2017-18          | Премьер лига Гонконга    | 16   | 0     | 1            | 0            | 2          | 0          | 0                     | 0                     | 0      | 0      | 19    | 0     |
| Саутерн                           | 2018/19          | Премьер лига Гонконга    | 3    | 0     | 0            | 0            | 0          | 0          | 0                     | 0                     | 0      | 0      | 3     | 0     |
| Саутерн                           | Итого            | Итого                    | 19   | 0     | 1            | 0            | 2          | 0          | —                     | —                     | 0      | 0      | 22    | 0     |
| Итого за карьеру                  | Итого за карьеру | Итого за карьеру         | 298  | 13    | 38           | 5            | 32         | 3          | 29                    | 1                     | 8      | 0      | 405   | 22    |

1. 1 2 3  Игры за Трофей Футбольной лиги
2. ↑  Выступления в Кубке АФК и Лиге чемпионов АФК
3. 1 2 3  Выступления в Кубке АФК
4. 1 2  Выступления в Кубке лиги

### Сборная
По состоянию на 12 сентября 2018 года.
| Сборная  | Год   | Игры | Голы |
| -------- | ----- | ---- | ---- |
| Пакистан | 2005  | 4    | 0    |
| Пакистан | 2006  | 2    | 0    |
| Пакистан | 2007  | 2    | 0    |
| Пакистан | 2008  | 0    | 0    |
| Пакистан | 2009  | 0    | 0    |
| Пакистан | 2010  | 1    | 0    |
| Пакистан | 2011  | 3    | 0    |
| Пакистан | 2012  | 1    | 0    |
| Пакистан | 2013  | 5    | 1    |
| Пакистан | 2018  | 4    | 0    |
| Общая    | Общая | 22   | 1    |